# Kraljevina Viguera
Kraljevina Viguera (baskijski: Viguerako Erresuma) bila je srednjovjekovna državica. 
Vigueru je osnovao kralj García Sánchez I.; García i njegova druga supruga Terezija dobili su sina Ramira, koji je bio prvi kralj Viguere; kraljevina je bila »stvorena« za Ramira. Država je bila smještena južno od Pamplone.
Ramiro je imao dva sina, koji su postali kraljevi Viguere.
Popis vladara Viguere:
- Ramiro Garcés
- Sančo Ramírez
- García Ramírez